# Mykérinos et la Pyramide divine
Mykérinos et la Pyramide divine est un roman de Guy Rachet publié en 1998. C'est le cinquième et dernier tome de la pentalogie « Le Roman des Pyramides ».

## Résumé
Le roman se déroule en Égypte ancienne, dans l'Ancien Empire de la IVe dynastie, sous le règne du souverain Mykérinos au XXVIe  ou  XXVe siècle av. J.-C.
À la demande de son fils Nékaouré, Hori construit deux bateaux. Les fils d'Abedou disent à Kaba, ami du roi, qu'ils ont empoisonné Khéphren après lui avoir permis de piller le trésor royal enfermé dans les pyramides. Persenti se remet avec Hori. Mykérinos fait construire la pyramide divine. Persenti meurt. Mykérinos prend pour deuxième femme Bounefer. Mykérinos adopte une vie de débauche puis meurt. Ce sont la reine Khentkaous et le vizir qui gouvernent. Vingt ans après, Nékaouré revient, épouse une jeune paysanne et renonce au trône éventuel. Hori lui apprend qu'il est son père. Nékaouré dit qu'il a épousé Eanita, fille d'Hori, à Meloukhkha mais qu'elle est morte. Khentkaous épouse Ouserkaf mais garde la couronne et ils ont un fils : Sahourê.